# اف. باركر
اف. باركر (بالإنجليزية: F. William Parker)‏ هو ممثل أمريكي، ولد في 13 ديسمبر 1941.

## أعمال

### أفلام
- (1983) شروط إظهار العاطفة[1]

### مسلسلات
- أيام سعيدة
- دالاس
- ديناستي
- ذا والتونز
- هاوس

## وصلات خارجية
- اف. باركر على موقع IMDb (الإنجليزية)
- اف. باركر على موقع ألو سيني (الفرنسية)
- اف. باركر على موقع أول موفي (الإنجليزية)
- اف. باركر على موقع قاعدة بيانات الأفلام السويدية (السويدية)
- اف. باركر على موقع قاعدة بيانات الفيلم (الإنجليزية)
- اف. باركر على موقع كينوبويسك (الروسية)